# Mitt hjärta, fröjda dig
Mitt hjärta, fröjda dig är en gammal psalm i fyra verser av Johannes Olearius från 1671. Psalmen inleds med orden:
Mitt hierta frögda tigh
låt siäl och sinnen röras
Ragnar Holte bearbetade 1985 Ållons version från 1694.
I 1697 års koralbok anges att melodin är densamma som för psalmerna Väl mig i evighet (nr 241), Nu tacka Gud, allt folk (nr 305), O store Allmakts-Gud (nr 324), och O Gud, som skiftar allt (nr 333) vars melodi (2/2, Ess-dur) är skapad av Johann Crüger från 1647, tryckt 1648 i hans Praxis pietatis melica och samma som till den senare skrivna psalmen Med pelarstoder tolv står Herrens helga kyrka. Ursprunget till den tonsättningen är en komposition från Leipzig publicerad 1630/1636, möjligen skapad av Martin Rinkart.

## Publicerad som
- Nr 299 i 1695 års psalmbok under rubriken "Böne-Psalmer".
- Nr 261 i 1819 års psalmbok under rubriken "Kristligt sinne och förhållande - I allmänhet: Förhållandet till Gud: Umgänge med Gud i bönen".
- Nr 101 i Stockholms söndagsskolförenings sångbok 1882 med vers 4, under rubriken "Psalmer".
- Nr 8 i Sionstoner 1935 under rubriken "Inledning och bön".
- Nr 337 i 1937 års psalmbok under rubriken "Bönen".
- Nr 525 i Den svenska psalmboken 1986 under rubriken "Bönen".
- Nr 315 i Svensk psalmbok för den evangelisk-lutherska kyrkan i Finland (1986) under rubriken "Bön och förbön".
- Nr 573 i Psalmer och Sånger 1987 under rubriken "Att leva av tro - Bönen".[1]
- Nr 607 i Lova Herren 1988 under rubriken "Guds barns tacksägelse och lovsång".